# Festival Internacional de Cine de Cannes de 1987
El 40º Festival de Cine de Cannes se celebró entre el 7 y el 19 de mayo de 1987. La Palma de Oro fue otorgada a Sous le soleil de Satan de Maurice Pialat, una elección que se consideró "muy controvertida" y el premio se libró entre gritos del público. Se comenta que Pialat replicó "¿No les gustó? ¡Bien, permitidme deciros que vosotros tampoco me gustais!"
El festival se abrió con Un homme amoureux, dirigida per Diane Kurys y lo cerró Aria, dirigida per Robert Altman, Bruce Beresford, Bill Bryden, Jean-Luc Godard, Derek Jarman, Franc Roddam, Nicolas Roeg, Ken Russell, Charles Sturridge y Julien Temple.

## Jurado

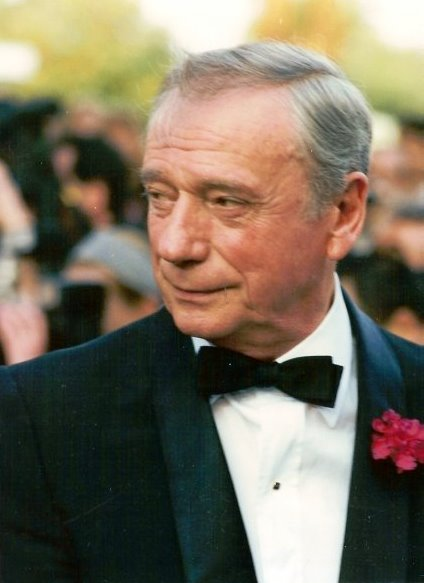
Yves Montand, presidente del jurado de la competición principal

### Competición principal
Las siguientes personas fueron nominadas para formar parte del jurado de la competición principal en la edición de 1991:
- Yves Montand, Presidente
- Danièle Heymann
- Elem Klímov
- Gérald Calderon
- Jeremy Thomas
- Jerzy Skolimowski
- Nicola Piovani
- Norman Mailer
- Theo Angelopoulos

### Cámara d'Or
Las siguientes personas fueron nominadas para formar parte del jurado de la Caméra d'or de 1987: 
- Maurice Leroux (compositor) Presidente
- Bernard Jubard
- Claude Weisz (director)
- Emmanuel Carriau (cinéfilo)
- Freddy Buache (periodista)
- M. Hidalgo (periodista)
- Michael Kutza (cinéfilo)
- Michel Ciment (crítico)

## Selección oficial

### En competición – películas
Las siguientes películas compitieron por la Palma d'Or:
- Aria de Robert Altman, Bruce Beresford, Bill Bryden, Jean-Luc Godard, Derek Jarman, Franc Roddam, Nicolas Roeg, Ken Russell, Charles Sturridge, Julien Temple
- Barfly de Barbet Schroeder
- El vientre del arquitecto de Peter Greenaway
- Cronaca di una morte annunciata de Francesco Rosi
- Ojos negros de Nikita Mijalkov
- La famiglia de Ettore Scola
- Champ d'honneur de Jean-Pierre Denis
- The Glass Menagerie de Paul Newman
- Monanieba de Tengiz Abuladze (Contrición)
- Az utolsó kézirat de Károly Makk
- Un homme amoureux de Diane Kurys
- Pierre et Djemila de Gérard Blain
- Ábnrete de orejas de Stephen Frears
- Shinran: Shiroi michi de Rentarō Mikuni
- Shy People de Andréi Konchalovski
- Um Trem para as Estrelas de Carlos Diegues
- Bajo el sol de Satán de Maurice Pialat
- El cielo sobre Berlín de Wim Wenders
- Yeelen de Souleymane Cissé
- Zegen de Shohei Imamura

### Un Certain Regard
Las siguientes películas fueron elegidas para competir en Un Certain Regard:
- A Gathering of Old Men de Volker Schlöndorff
- A Month in the Country de Pat O'Connor
- La poursuite du bonheur de Louis Malle
- El festín de Babette de Gabriel Axel
- Przypadek de Krzysztof Kieślowski
- Das weite Land de Luc Bondy
- Epidemic de Lars von Trier
- Xiangnu xiaoxiao de Xie Fei y U Lan
- Hôtel de France de Patrice Chéreau
- La casa de Bernarda Alba de Mario Camus
- Hud de Vibeke Løkkeberg
- Yer Demir Gök Bakır de Zülfü Livaneli
- Cartoline italiane de Memè Perlini
- Jenatsch de Daniel Schmid
- Ormens väg på hälleberget de Bo Widerberg
- Prostaya smert d'Aleksandr Kaidanovski
- Robinzoniada, anu chemi ingliseli Papa de Nana Djordjadze
- Sofía d'Alejandro Doria
- Someone to Love de Henry Jaglom
- Un hombre de éxito de Humberto Solás

### Películas fuera de competición
Las siguientes películas fueron elegidas para ser proyectadas fuera de competición:
- Aida de Clemente Fracassi
- Hēi Pào Shìjiàn de Huang Jianxin
- Boris Godunov de Vera Stroyeva
- Caméra arabe de Férid Boughedir
- Le cinéma dans les yeux de Laurent Jacob, Gilles Jacob
- Don Quixote (Don Quichotte) de Georg Wilhelm Pabst
- Feathers de John Ruane
- Intervista de Federico Fellini
- Good morning, Babilonia de los Hermanos Taviani
- Hôtel du Paradis de Jana Bokova
- L'Inhumaine de Marcel L'Herbier
- Louise de Abel Gance
- Macbeth de Claude d'Anna
- Il medium de Gian Carlo Menotti
- Pagliacci de Franco Zeffirelli
- Dies de radio de Woody Allen
- Arizona Baby de los hermanos Coen
- Awdat mowatin de Mohamed Khan
- Slam Dance de Wayne Wang
- Algo salvaje de Jonathan Demme
- The Sentimental Bloke de Raymond Longford
- Las ballenas de agosto de Lindsay Anderson
- Els hombres duros no bailan de Norman Mailer
- Richard et Cosima de Peter Patzak

### Cortometrajes en competición
Los siguientes cortometrajes competían para la Palma de Oro al mejor cortometraje:
- Doigté de Gyula Nagy
- Imagine de Zbigniew Rybczynski
- L'homme Qui Plantait des Arbres de Frédéric Back
- La Mort Soudaine et Prématurée du Colonel K.K. de Milos Radovic
- Les Quatre Vœux de Michel Ocelot
- Maestro de Alex Zamm
- Palisade de Laurie McInnes
- Pleines de Grâce de Nicole Van Goethem
- Your Face de Bill Plympton
- Transatlantique de Bruce Krebs
- Academy Leader Variations de Martial Wannaz, Krzysztof Kiwerski, Stanislaw Lenartowicz, David Ehrlich, Jane Aaron, Skip Battaglia, Paul Glabicki, George Griffin, Al Jarnow, Piotr Dumala, Daniel Suter, Yan Ding Xian, A. D., Hu Jin Qing, Lin Wen Xiao, He Yu Men, Chang Guang Xi, Georges Schwizgebel, Claude Luyet, Jerzy Kucia

## Secciones paralelas

### Semana Internacional de los Críticos
Las siguientes películas fueron elegidas para ser proyectadas en la Semana de la Crítica (26º Semaine de la Critique):
Películas en competición
- Cartas de un hombre muerto de Konstantín Lopushanski (URSS)
- Du mich auch de Anja Franke, Dani Levy, Helmut Berger (RFA/ Suiza)
- Ngati de Barry Barclay (Nueva Zelanda)
- Yam Daabo de Idrissa Ouedraogo (Burkina Faso)
- To dendro pou pligoname de Dimos Avdeliodis (Grecia)
- Angelus novus de Pasquale Misuraca (Italia)
- Où que tu sois de Alain Bergala (Francia)

### Quincena de Realizadores
Las siguientes películas fueron elegidas para ser proyectadas en la Quincena de Realizadores de 1987 (Quinzaine des Réalizateurs):
- Andjeo Cuvar de Goran Paskaljevic
- Diary of a Mad Old Man de Lili Rademakers
- Dilan d'Erden Kiral
- Heaven de Diane Keaton
- Hol Volt, Hol Nem Volt de Gyula Gazdag
- Home of the Brave de Laurie Anderson
- I Photographia de Nikos Papatakis
- I've Heard the Mermaids Singing de Patricia Rozema
- Made In U.S.A. de Ken Friedman
- Malom a pokolban de Gyula Maar
- Mascara de Patrick Conrad
- Matewan de John Sayles
- Urs al-Jalil de Michel Khleifi
- Panorama du cinéma sud-africain indépendant (director sense acreditar)
- Rita, Sue and Bob Too d'Alan Clarke
- Street Smart de Jerry Schatzberg
- The Surfer de Frank Shields
- Un zoo la nuit de Jean-Claude Lauzon
- Varjoja paratiisissa de Aki Kaurismäki
- Wish You Were Here de David Leland

## Premios

### Premios oficiales
Els galardonados en las secciones oficiales de 1987 fueron:
- Palma de Oro: Bajo el sol de Satán de Maurice Pialat
- Gran Premio del Jurado: Monanieba (Contricción) de Tengiz Abuladze
- Mejor director: Wim Wenders por El cielo sobre Berlín
- Mejor actriz: Barbara Hershey por Shy People
- Mejor actor: Marcello Mastroianni por Ojos negros
- Mejor contribución artística: Stanley Myers (compositor) por Ábrete de orejas
- Premio del Jurado: 
  - Shinran: Shiroi michi de Rentarō Mikuni
  - Yeelen de Souleymane Cissé
- Premio del 40.º aniversario: Intervista de Federico Fellini

Caméra d'or
- Caméra d'or: Robinzoniada, anu chemi ingliseli Papa de Nana Djordjadze
- Palma de Oro al mejor cortometraje: Palisade de Laurie McInnes
- Segundo Premio: Academy Leader Variations de David Ehrlich
- Tercer Premio: Iznenadna i prerana smrt pukovnika K.K de Milos Radovic

### Premios independentes
Premios de la crítica
- Monanieba de Tengiz Abuladze (En competición)
- Urs al-jalil de Michel Khleifi (Quincena de Realizadores)
- Wish You Were Here de David Leland (Quincena de Realizadores)

Commission Supérieure Technique
- Gran Premio Técnico: Le cinéma dans les yeux de Gilles Jacob y Laurent Jacob

Jurado Ecuménico
- Premio del Jurado Ecuménico: Monanieba de Tengiz Abuladze
- Jurado Ecuménico - Mención especial:  El festín de Babette de Gabriel Axel y Yeelen de Souleymane Cissé

Premio de la Juventud
- Película extranjera: I've Heard the Mermaids Singing de Patricia Rozema